# Plasmodiokarp

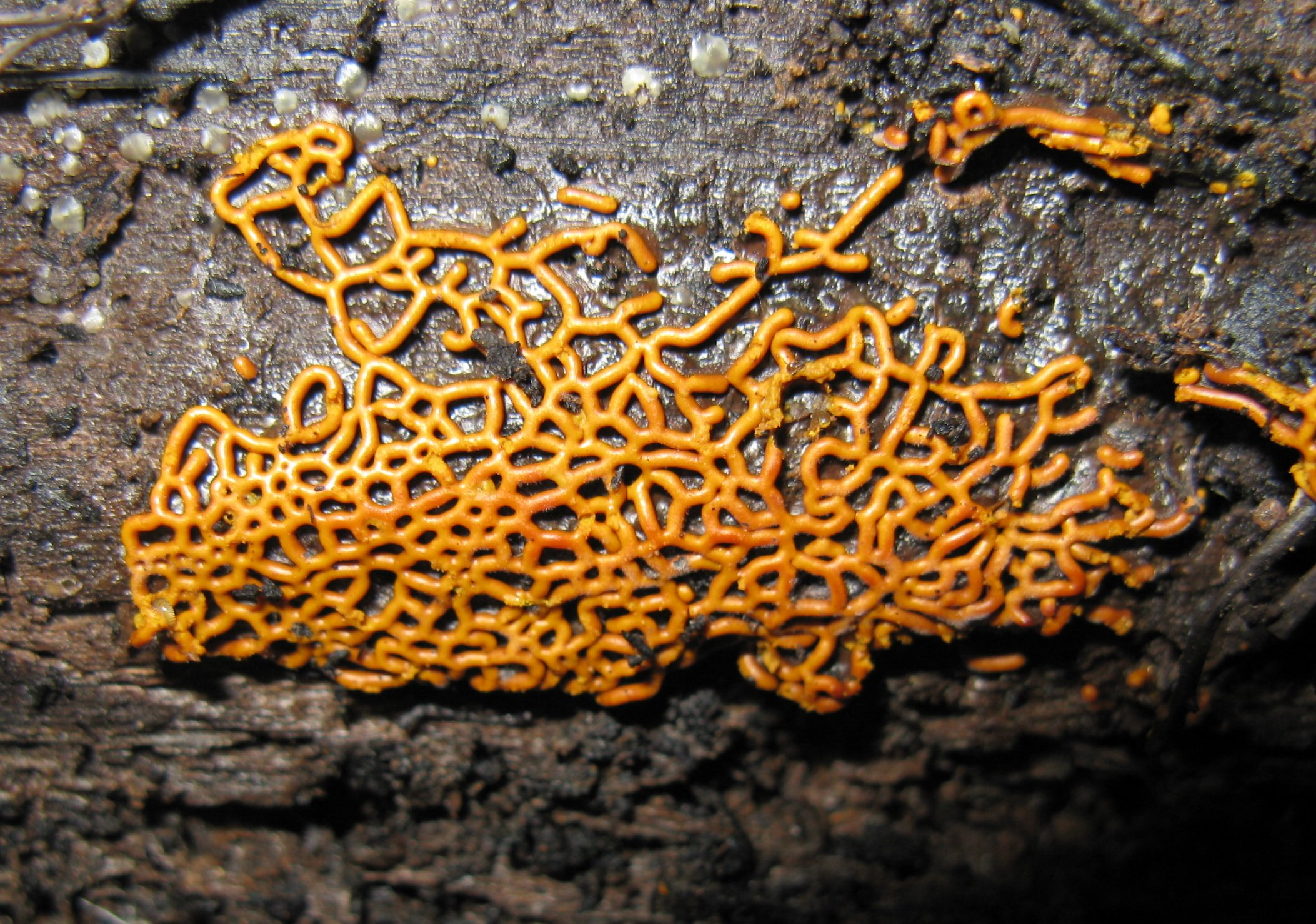
Plasmodiokarp von Hemitrichia serpula

Ein Plasmodiokarp ist eine Sonderform der Fruchtkörper von Schleimpilzen. Es bildet sich, wenn sich das Plasmodium während der Fruktifikation konzentriert und in die Nervatur des Plasmodiums zurückzieht, aus der dann der Fruchtkörper gebildet wird. So zeichnet der Fruchtkörper den Verlauf der Nervatur nach, wodurch sich seine auf dem Untergrund aufliegende, einfach strangförmige, verzweigte, netz- oder ringförmige Struktur ergibt. Die Bildung von Plasmodiokarpen kann arttypisch sein, aber auch durch die gestörte Bildung von Sporokarpen oder Aethalien verursacht werden.
Schleimpilze mit Plasmodiokarpen sind unter anderem Physarum aeneum,  Physarum bivalve,  Physarum lateritium, Diderma effusum, Physarella oblonga, Willkommlangea reticulata oder Hemitrichia serpula.